# Tana di Lu Mazzoni

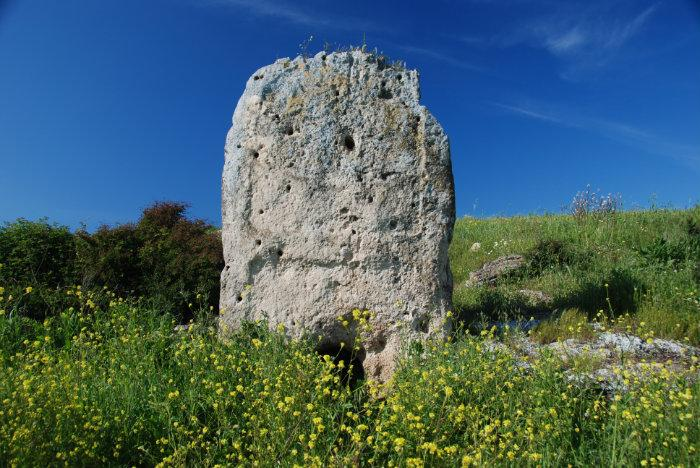
Frontstele des Felsgrabes

Das Felsgrab von Tana di Lu Mazzoni (auch Tomba a prospetto architettonico Tana di Lu Mazzoni genannt) ist ein Felsengrab mit Frontstele (italienisch Domus a prospetto architettonico) bei Stintino im Logudoro in der Metropolitanstadt Sassari auf Sardinien.
Tana di Lu Mazzoni ist eines von etwa 50 Beispielen (z. B. Molafa, Sa Figu, Sos Furrighesos) eines Felsengrabes mit einer in Fels gehauenen Frontstele wie sie ansonsten für die Gigantengräber auf der Insel typisch ist. Die etwa 4,0 m hohe Stele zeigt nur noch schwache Spuren des geschnitzten Portales ähnlich den Stelen der Gigantengräber von Imbertighe und Santu Bainzu.
Orthostatengräber (eigentlich Orthostaten imitierende Gräber) sind in den Kalksteingebieten des Logudoro häufiger anzutreffen: Campu Luntanu, Sa Rocca und Su Lampu, Su Carralzu (beide nahe Florinas), Mesu ’e Montes, Sas Puntas und S’Iscia ’e Sas Piras.